# Premiers entrepreneurs du charbon français
Les premiers entrepreneurs du charbon français ont expérimenté des machines et techniques pour tenter d'extraire du charbon à de plus grandes profondeurs à partir du XVIIIe siècle, en utilisant les pompes mises au point par les Anglais Thomas Savery et Thomas Newcomen.
Avant 1789, deux grands gisements de charbon dominent la scène en France, ceux de la Loire, à Saint-Étienne et Saint-Chamond qui représentent la moitié du total et celui de la Compagnie des mines d'Anzin, qui représente un tiers. Quatre autres gisements, à Alès (Gard), Carmaux (Tarn), Montcenis (Le Creusot après 1793) (Saône-et-Loire) et Montrelais (Pays de Loire) se partagent environ un cinquième de la production. Mais en 1709, Anzin n'existe pas encore et, à Saint-Étienne, la plupart des 26 mines ont fermé selon le rapport de l'intendant qui évalue la production à seulement 10 000 tonnes sur une capacité de 25 000 tonnes.

## Fresnes-sur-Escaut, des verriers franco-belges à la recherche du meilleur charbon
La Compagnie des mines d'Anzin naît en 1716 des recherches de Nicolas Desaubois, puis en 1720 de Jean-Jacques Desandrouin, qui installe en 1732 des machines à feux avec l'aide de Christophe Mathieu et de la fusion en 1756 avec deux autres sociétés avec qui elle était en conflit pour la propriété du charbon, car débute la guerre de Sept Ans contre l'Angleterre est gourmande en charbon pour fondre des canons.
Gédéon Desandrouin, le père de Jean-Jacques, était resté en Belgique après la prise de Charleroi (1667) comme officier de Louis XIV, où il a hérité de la verrerie de son beau-père, Jean de Condé, grosse consommatrice de charbon. Il fait construire la verrerie d'Hardinghen, près de Calais, en 1716, lorsqu'il est banni de la ville après un meurtre. Son fils en reçoit la propriété en 1728, mais recherche dès 1716 du charbon à la frontière française tout proche, à Fresnes-sur-Escaut, directement reliée au port d'Anvers par l'Escaut. L'extraction est rendue difficile par des inondations et le charbon découvert est de mauvaise qualité jusqu'à ce que le recours à une machine à feu, au début des années 1730, permette de creuser plus profond pour obtenir du charbon gras.
Le duc de Croÿ fait valoir ses droits sur ces fosses. Un accord intervient en 1737, mais la compagnie rivale de François Marie Le Danois, marquis de Cernay, engage un long procès. Finalement, les trois sociétés fusionnent pour former, le 19 novembre 1757, la Compagnie des mines d'Anzin. Jean-Jacques Desandrouin équipa aussi en 1735 également la houillère de Lodelinsart, une section de Charleroi, de machines à vapeur.

## Les machines à feu importées en Loire-Atlantique par lafamille Mathieu
En 1752, Christophe Mathieu est embauché par les entrepreneurs de la Loire-Atlantique et le charbon de Montrelais (450 km2) près d'Ancenis, qui vendra à la fonderie royale d'Indret pour John Wilkinson, est jugé cette année-là aussi bon que celui des mines de charbon de Newcastle. Le scientifique et militaire Patrick d'Arcy (-1779), par ailleurs actionnaire des mines de Carmaux aux côtés de Paul de Solages, s’est associé avec le marquis d’Hérouville, le duc de Chaulnes en y installant une machine à vapeur.

## Des hauts fonctionnaires poussent à l'investissement
Ces succès, à Anzin et Montrelais, entraîneront une vague d'ouverture mais une dizaine d'années plus tard, lorsque l'administration prit les choses en main. Ainsi en 1767, André Fougeroux de Secval séjourna dans plusieurs forges pour y améliorer la qualité des matériaux et des processus pour le compte de l'armée royale. L’année suivante, Gabriel Jars, correspondant de l’Académie des Sciences, qui revient d'une série de voyages en Angleterre, visite les mines de Montcenis, en Bourgogne et prouve l’intérêt du gisement de la Charbonnière à François de la Chaise, le propriétaire. Jars propose d’installer dans la vallée des Riaux, riche en charbon, des manufactures « pouvant être reliées par route à Chalon sur la Saône et à l’Arroux qui se jette dans la Loire ».
En 1767, une concession est accordée à François de la Chaise à Montcenis, puis en 1768 au baron de Venterol, seigneur de La Motte, qui fait creuser des galeries à La Mure, futures Houillères du Dauphiné tandis qu'en 1769, une demande d'exclusivité du charbon de Blanzy est accordée François de la Chaise et qu'en 1773, Pierre-François Tubeuf obtient la concession pour 30 ans des mines du Gard dans la région
d'Alès et des mines de Rochebelle, gisement important et de bonne qualité. La même année Claude-Constant Juvénal d'Harville des Ursins, marquis de Traisnel, fonde « L’association des Fosses de Villers–au-Tertre », future Compagnie des mines d'Aniche (Nord).

## De nouveaux capitalistes à la Révolution
Vers la fin du XVIIIe siècle, les machines à vapeur de la compagnie des mines d'Anzin permettent d'extraire du charbon à 200 mètres de profondeur, avec 27 puits, 12 machines à vapeur et 4000 ouvriers.
À la Révolution française, la société emploie Honoré-Gabriel Riquetti de Mirabeau (en 1791) puis Jean-Jacques-Régis de Cambacérès pour défendre ses intérêts. Les actifs des nobles émigrés (qui représentaient 14 sols sur un capital social de 24 sols, soit 58 % du capital) sont saisis, rachetés par Désandrouin et revendus pour bonne part (11 sols, soit 46 % du capital) « à un groupe de financiers issu de la Compagnie française des Indes orientales. » (les familles Desprez, Le Couteulx, Perier, Sabatier, Bernier, Pourrat, Thieffries). « Grâce à l'appui financier de Sabatier, les Périer prennent progressivement le contrôle des Mines d'Anzin ». « Les succès des concessionnaires qui devaient plus tard former la Compagnie d'Anzin avaient exalté toutes les têtes. Dans chaque commune, on sondait le sol ; et les sociétés se créaient et les concessions poussaient en une nuit ».